# Iba (Filipinas)
Iba es un municipio y la cabecera de la provincia de Zambales en Filipinas. Según el censo del 2000, tiene 34,678 habitantes.

## Barangayes
Iba se divide administrativamente en 14 barangayes.
- Amungan
- Bangantalinga/Sta Rita
- Dirita-Baloguen
- Lipay-Dingin-Panibuatan
- Palanginan (Palanginan-Balili-Tambac)
- San Agustín
- Santa Bárbara
- Santo Rosario
- Zone 1 Población (Libaba)
- Zone 2 Población (Aypa)
- Zone 3 Población (Botlay)
- Zone 4 Población (Sagapan)
- Zone 5 Población (Bano)
- Zone 6 Población (Baytan)

- Datos: Q56566
- Multimedia: Iba, Zambales / Q56566

1. ↑  Worldpostalcodes.org, código postal n.º 2201.